# Jorg Schreuders
Jorg Schreuders (Singapore, 9 september 2004) is een Nederlands voetballer die doorgaans speelt als middenvelder. In april 2023 debuteerde hij voor FC Groningen.

## Clubcarrière
Schreuders speelde in de jeugd van Be Quick 1887 en kwam in 2015 terecht in de opleiding van FC Groningen. Hier tekende hij in februari 2022 zijn eerste professioneel contract tot medio 2024, met een optie op een jaar extra. Aan het einde van het kalenderjaar werd hij net als Thom van Bergen, Thijmen Blokzijl en Maxim Mariani opgenomen in de selectie van het eerste elftal voor een trainingskamp in Spanje.
Zijn profdebuut maakte hij op 15 april 2023, toen in de Eredivisie gespeeld werd op bezoek in het Mandemakers Stadion bij RKC Waalwijk. Door twee goals van Michiel Kramer en een van Ricardo Pepi ging het duel met 2–1 verloren. Schreuders moest van coach Dennis van der Ree op de reservebank beginnen en hij mocht in de blessuretijd van de tweede helft invallen voor Tomáš Suslov. Later startte hij door een blessure van Damil Dankerlui tegen Go Ahead Eagles voor het eerst in de basisopstelling, als rechtsback. Pepi scoorde andermaal, maar door een treffer van Willum Þór Willumsson eindigde het duel in 1–1. Door de puntendeling degradeerde FC Groningen definitief naar de Eerste divisie.
In maart 2024 besloot FC Groningen gebruik te maken van de optie in zijn contract om hem tot medio 2025 vast te leggen. Aan het einde van het seizoen 2023/24 promoveerde Groningen weer naar de Eredivisie door met 2–0 van Roda JC te winnen, mede door een doelpunt van Schreuders. Hij eindigde het seizoen met vijf doelpunten in negenentwintig competitiewedstrijden. Na de promotie werd hij door de supporters verkozen tot speler van het jaar.
Tijdens de voorbereiding op het seizoen 2024/25 vertelde Manager Voetbal & Opleiding Art Langeler dat hij ervan uitging dat Schreuders zijn het jaar erop aflopende contract niet zou verlengen. Anderhalve maand later gebeurde dit toch en werd zijn verbintenis opengebroken en met twee jaar verlengd, tot medio 2027. Twee dagen later speelde Groningen de openingswedstrijd van het nieuwe Eredivisieseizoen, thuis tegen NAC Breda. Na doelpunten van Leandro Bacuna, Rui Mendes en Marco Rente en een tegengoal van Dominik Janošek besliste Schreuders met zijn eerste Eredivisiedoelpunt de uitslag op 4–1.

## Clubstatistieken
| Seizoen | Club         | Competitie     | Competitie | Competitie | Beker | Beker | Internationaal | Internationaal | Totaal | Totaal |
| Seizoen | Club         | Competitie     | Wed.       | Dlp.       | Wed.  | Dlp.  | Wed.           | Dlp.           | Wed.   | Dlp.   |
| ------- | ------------ | -------------- | ---------- | ---------- | ----- | ----- | -------------- | -------------- | ------ | ------ |
| 2022/23 | FC Groningen | Eredivisie     | 5          | 0          | 0     | 0     | —              | —              | 5      | 0      |
| 2023/24 | FC Groningen | Eerste divisie | 29         | 5          | 5     | 0     | —              | —              | 34     | 5      |
| 2024/25 | FC Groningen | Eredivisie     | 29         | 5          | 2     | 0     | —              | —              | 31     | 5      |
| Totaal  | Totaal       | Totaal         | 63         | 10         | 7     | 0     | 0              | 0              | 70     | 10     |

Bijgewerkt op 5 mei 2025.